# ستانكو باراتش
ستانكو باراتش (بالكرواتية: Stanko Barać) مواليد 13 أغسطس 1986 في موستار، جمهورية البوسنة والهرسك الاشتراكية، هو لاعب كرة سلة كرواتي. بدأ مسيرته الاحترافية في سنة 2005. تم اختياره من قبل فريق ميامي هيت خلال الدرافت. يبلغ طوله 7 قدم 1.25 بوصة (2.2 م). مثّل منتخب بلاده. شارك في دورة الألعاب الأولمبية الصيفية سنة 2008.

## المسيرة الاحترافية
لعب مع ساسكي باسكونيا في الدوري الإسباني من سنة 2007 إلى 2011، ثم لعب مع نادي أنادولو إفيس لكرة السلة من سنة 2011 إلى 2014، ثم لعب مع أولمبيا ميلانو في الدوري الإيطالي في موسم 2015–2016.

## روابط خارجية
- ستانكو باراتش على موقع الاتحاد الدولي لكرة السلة (الإنجليزية)
- ستانكو باراتش على موقع الدوري الأوروبي لكرة السلة (الإنجليزية)
- ستانكو باراتش على موقع سبورتس رفرنس (الإنجليزية)
- ستانكو باراتش على موقع الدوري الإسباني لكرة السلة (الإسبانية)
- ستانكو باراتش على موقع كرة السلة الأوروبية.كوم (الإنجليزية)
- ستانكو باراتش على موقع ريلجم (الإنجليزية)
- ستانكو باراتش على موقع بروبوليرز (الإنجليزية)
- ستانكو باراتش على موقع سبورتس رفرنس (الإنجليزية)
- ستانكو باراتش على موقع أوليمبيديا (الإنجليزية)